# Midsommar (ö)

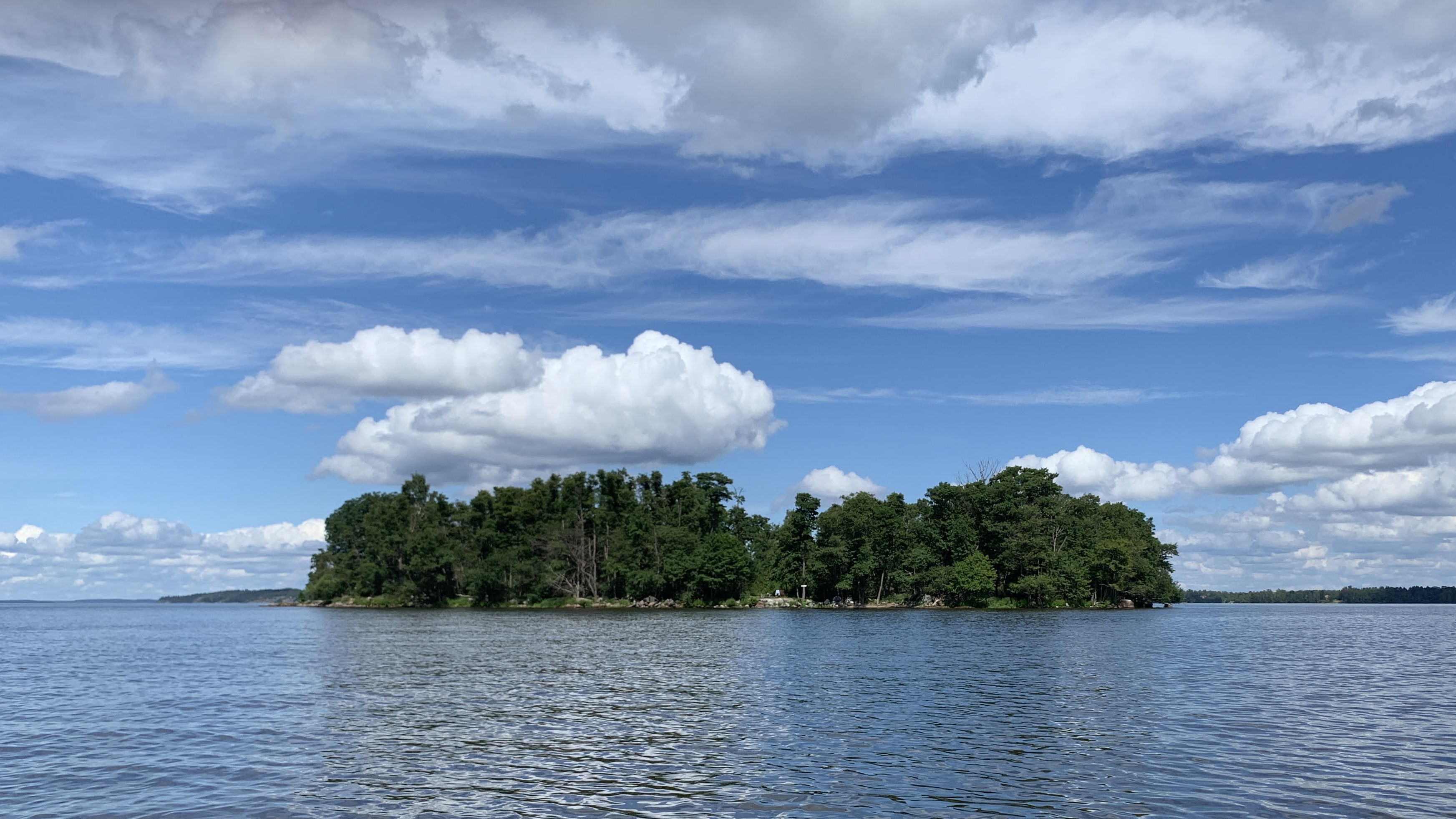
Midsommar sedd söderifrån

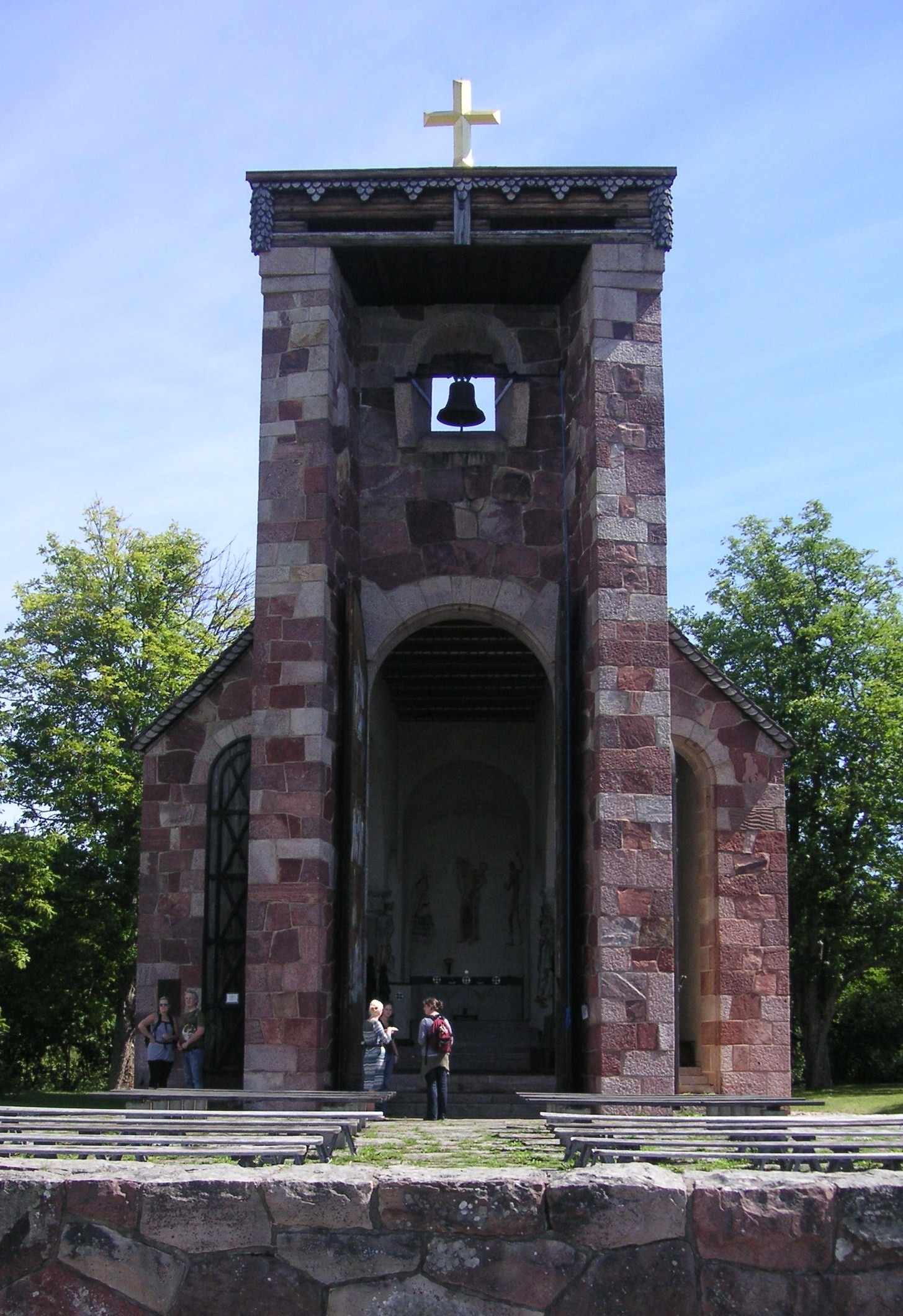
Ansgarskapellet på Björkö är byggt i sandsten från Midsommar och visar stenens stora variation i färg och struktur

Midsommar är en holme i södra Björkfjärden i Mälaren. Den är omkring 100 meter i diameter, är i privat ägo och bebyggd med ett enkelt fritidshus. 
Från 1890-talet till senast 1929 var den lilla ön platsen för ett stenbrott. Midsommar arrenderades från 1940-talet till 2010-talet av Södertälje amatörfiskeklubb. 2000-2004 genomfördes provborrningar för energiutvinning.

## Stenbrott
Brytning av rödbrun Mälarsandsten påbörjades på 1890-talet på ön och upphörde senast 1929. Sandstenen av denna kulör användes till exempel i bottenvåningen på Centralposthuset vid Vasagatan i Stockholm från 1898–1899. En annan byggnad är Ansgarskapellet på Björkö. Det uppfördes 1929-1930, då brytningen visserligen hade upphört, men fortfarande fanns det då en mängd sten kvar att använda. Till följd av sandstensbrytningen har Midsommar en djup lagun som också är en skyddad hamn.

## Meteorithypotesen
Enligt en hypotes skulle en meteorit ha slagit ner i området för ca 1,2 miljarder år sedan. Resultatet blev vad som kallats Björköstrukturen med centrum på södra Björkö. Detta skulle ha givit en krater med en diameter på tio kilometer, där sandsten avlagrats. Denna sandsten syns bland annat på Midsommar och på den närbelägna holmen Pingst.
Senare studier antyder att sandstenen istället för ett meteoritnedslag skulle ha bevarats genom förkastningsrörelser.

## Energiutvinning
Åren 2000–2004 gjordes borrningar, finansierade av Kungliga Tekniska högskolan och Statens Energimyndighet på Midsommar och på Björkö för att undersöka möjligheterna av att få ut jordvärme från den av meteoriten krossade, vattengenomsläppande berggrunden under det bortåt en kilometer djupa sandstenslagret.